# The Devil All the Time
The Devil All the Time är en amerikansk psykologisk kriminalthrillerfilm (inom Southern Gothic) från 2020 i regi av Antonio Campos, från ett manus skrivet av honom och brodern Paulo Campos, baserat på romanen Djävulens hantverk av Donald Ray Pollock (som också agerar som berättarröst i filmen). Filmen följer flera karaktärer, vars berättelser vävs samman i två små städer i södra delen av Ohio och dess granndelstat West Virginia, under perioden från slutet av andra världskriget till 1960-talet. Den har förövrigt en ensemblebesättning som består av Tom Holland, Robert Pattinson, Bill Skarsgård, Sebastian Stan, Riley Keough, Haley Bennett, Eliza Scanlen, Mia Wasikowska och Jason Clarke.
The Devil All the Time släpptes på utvalda biografer den 11 september 2020, samt på Netflix den 16 september 2020. Den fick polariserande recensioner från kritiker, som berömde framträdandena (i synnerhet Holland och Pattinson), men som var kritiska till filmens längd och mörka ton.

## Rollista
| Tom Holland/Michael Banks Repeta | – Arvin Russell                                         |
| Bill Skarsgård                   | – Willard Russell, Arvins pappa                         |
| Riley Keough                     | – Sandy Henderson, Lees syster                          |
| Jason Clarke                     | – Carl Henderson, Sandys make                           |
| Sebastian Stan                   | – Vice Lee Bodecker, Sandys bror                        |
| Haley Bennett                    | – Charlotte Russell, Arvins mamma                       |
| Eliza Scanlen                    | – Lenora Laferty                                        |
| Mia Wasikowska                   | – Helen Hatton, Lenoras mamma                           |
| Robert Pattinson                 | – Pastor Preston Teagardin                              |
| Harry Melling                    | – Roy Laferty, Lenoras pappa                            |
| Douglas Hodge                    | – Leroy Brown                                           |
| Kristin Griffith                 | – Emma Russell, Willards mamma och Lenoras adoptivmamma |
| Pokey LaFarge                    | – Theodore, Roys kusin                                  |

Dessutom agerar romanförfattaren Donald Ray Pollock som berättarröst under filmens gång.